# Cuevas del monte Castillo
Las cuevas del monte Castillo, situadas en la localidad cántabra de Puente Viesgo, albergan uno de los yacimientos del Paleolítico más importantes de la región. El complejo de cuevas del monte Castillo está incluido dentro de la lista del Patrimonio de la Humanidad de la Unesco desde julio de 2008, dentro del sitio «Cueva de Altamira y arte rupestre paleolítico de la cornisa cantábrica» (en inglés, Cave of Altamira and Paleolithic Cave Art of Northern Spain). Se trata de las cavidades de Las Monedas, El Castillo, Las Chimeneas y La Pasiega. 

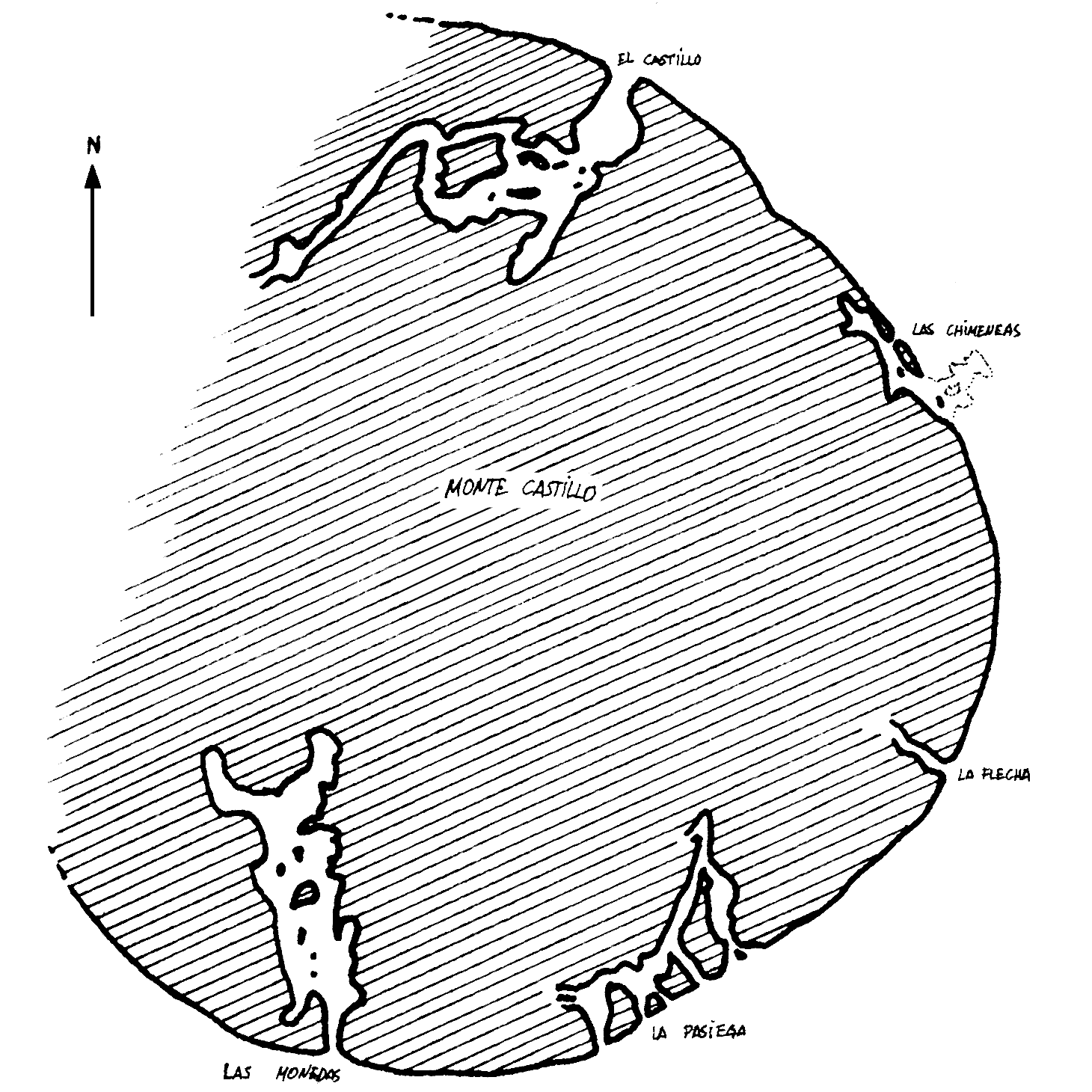
Plano de las cuevas.

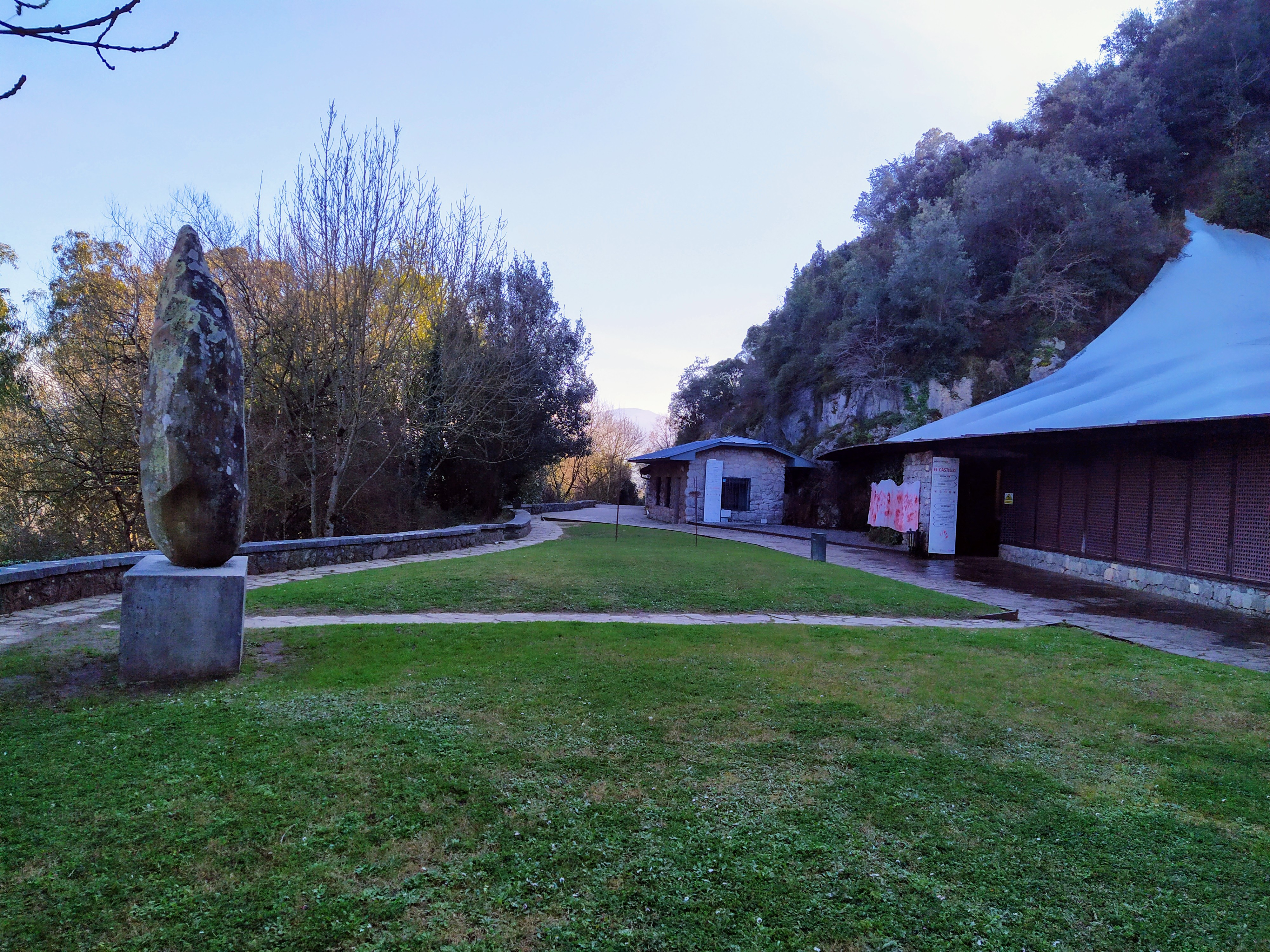
Centro de recepción de visitas a las cuevas del monte Castillo.

El conjunto de cuevas situadas junto al río Pas en el monte Castillo, está encuadrado en la intersección de diferentes valles cercanos a la costa. Debido a ello se trata de un terreno propicio para la agricultura, la caza y la pesca, lo cual explica la aparición de diferentes asentamientos prehistóricos.
También existe la cueva de la Flecha, en la que se ha encontrado otro yacimiento.